# Рут Озеки
Рут Озеки (на английски: Ruth Ozeki) е американско-канадска режисьорка, дзен-будиски свещеник и писателка на произведения в жанра драма.

## Биография и творчество
Рут Озеки е родена на 12 март 1956 г. в Ню Хейвън, Кънектикът, САЩ. Баща ѝ е американския лингвист, антрополог и учен в областта на маите, Флойд Лонсбъри, а майка ѝ е японката Масако Йокояма. Следва в колежа „Смит“ в Нортхамптън, който завършва през 1980 г. с бакалавърска степен по английска и азиатска филология. След дипломирането си получава стипендия на японското министерство на образованието, за да завърши дипломна работа по класическа японска литература в университета Нара. В периода 1982 – 1985 г. преподава в английския отдел в университета Киото Сангьо и основава училище по английски език в Киото, където преподава английски език.
През 1985 г. се установява в Ню Йорк. Работи като арт директор и дизайнер на продукция за нискобюджетни филми на ужасите. През 1988 г. започва работа в „Telecom Staff“, японска продуцентска компания, координираща, продуцираща и режисираща документални програми за японска телевизия. Режисира епизоди на „Вижте света с влак“ и „Риболов с Джон“. Първият ѝ филм „Тяло на кореспонденцията“ (1994), е направен в сътрудничество с художничката Марина Зърков, и печели наградата „Нови визии“ на филмовия фестивал в Сан Франциско. Вторият ѝ филм, „Halving the Bones“ (1995), е автобиографичната история за пътуването на Озеки, докато пренася останките на баба си от Япония. Заради непоносимостта ѝ към „бизнес частта в киното“ започва да пише.
Дебютният ѝ роман „My Year of Meats“ (Моята година на месото) е издаден през 1998 г. Той е базиран на нейната работа в японската телевизия, и разказва историята на две жени, живеещи на противоположни страни на света, чийто живот е свързан от телевизионно шоу за готвене. Удостоен е с наградата „Kiriyama“ и наградата „Imus“.
Вторият ѝ роман „All Over Creation“ (Цялото създаване) от 2002 г. е тема за семейство, отглеждащо картофи в Айдахо, и екологична активистка група, която се противопоставя на употребата на ГМО. Удостоен е с наградата „WILLA“ за съвременна художествена литература за 2003 г. и наградата за американска книга за 2004 г. от фондация „Преди Колумб“.
Изучава дзен будизъм от 2001 г. и през 2010 г. е ръкоположена в Бруклинския дзен център за начинаещ будистки свещеник на сото дзен като продължава да учи под ръководството на будиста Зокетсу Норман Фишер. Редактор е на уебсайта „Everyday Zen“.
През 2013 г. е издаден романа ѝ „Създания от време“. Той разказва историята на мистериозен дневник, написан от 16-годишната ученичка Нао от Токио, живяла в САЩ, попаднал на остров край тихоокеанския бряг на Канада вследствие на земетресението и цунамито в Япония през 2011 г. Дневникът е открит от писателката Рут, която е обсебена от разкриването на съдбата на момичето, попадайки в дийствителни и въображаеми светове на задочната среща. Романът е отличен с наградата за литература на „Лос Анджелис Таймс“ за 2013 г. и е обявен за първи носител на литературната награда „Ясна поляна“ за 2015 г. за най-добър чуждестранен роман на 21 век. Получава и други национални и международни награди и е публикуван в над 30 държави.
Та е преподавател в катедрата по английски език и литература в колежа „Смит“ в Нортхамптън, където през 2006 г. получава почетното отличие „доктор хонорис кауза“.
Омъжена е за германо-канадския ладшафтен архитект и писател Оливър Келхамър.
Рут Озеки живее със семейството си в Ню Йорк и остров Кортес, Британска Колумбия, където живеят в къща, изградена предимно от кедър и ела.

## Произведения
Самостоятелни романи
- My Year of Meats (1998)
- All Over Creation (2002)
- Click (2007) – Дейвид Алмънд, Йон Колфър, Роди Дойл, Дебора Елис, Ник Хорнби, Марго Ланаган, Грегъри Магуайър, Линда Сю Парк и Тим Уин-Джоунс
- A Tale for the Time Being (2013)
Създания от време, изд. „Millenium“ (2014), прев. Надежда Розова

### Разкази
- Where Ambition Goes to Die (2020)

### Документалистика
- The Face (2015) – автобиографичен